# Préfecture de Metz
Pour les articles homonymes, voir Hôtel de l'Intendance.
La préfecture de la Moselle située à Metz est dans l'ancien hôtel de l’Intendance ou hôtel de l’Intendant du roi. Elle héberge également la sous-préfecture de l’arrondissement de Metz.

## Contexte historique
Le maréchal Charles Louis Auguste Fouquet de Belle-Isle, gouverneur de Metz acquis aux idées des Lumières, décide de repenser l’urbanisme de la cité messine dès 1728. Après avoir planifié la construction d’un nouvel Hôtel des spectacles sur l’îlot marécageux du Petit-Saulcy, le gouverneur suggère à la ville de construire un nouveau bâtiment pour l’Intendance, à côté du futur opéra. Si le palais de l’Intendance est beaucoup moins somptueux que le palais du gouverneur militaire royal, actuel palais de Justice, il se situe néanmoins sur la première place moderne de Metz. Cette disparité de traitement reflète simplement la hiérarchie des pouvoirs à Metz, où le gouverneur a plus d’importance que l’intendant, contrairement aux autres provinces du royaume.

## Construction et aménagements

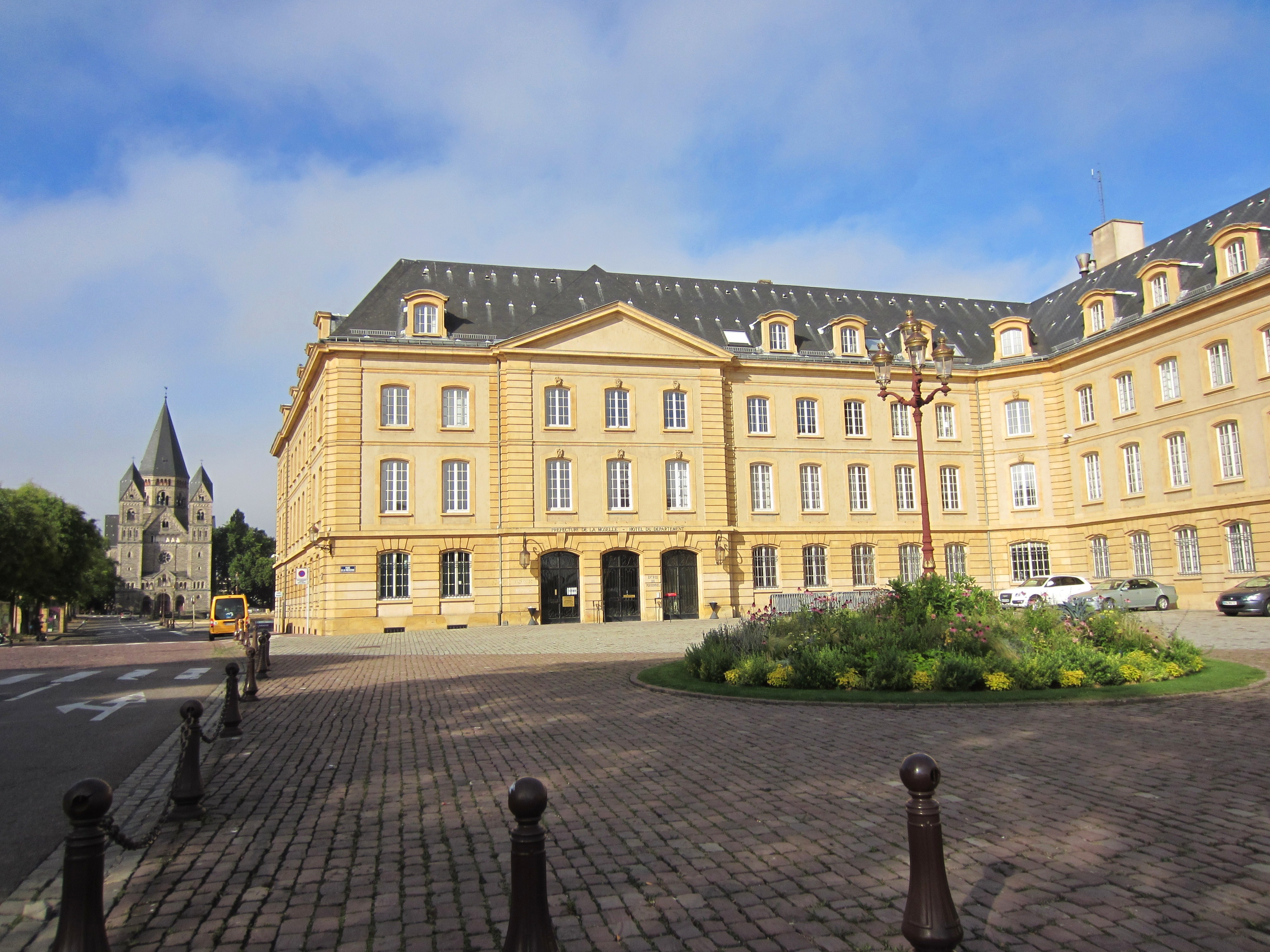
La préfecture avec en arrière-plan le Temple Neuf

S’inscrivant dans un programme urbanistique particulièrement novateur, l’hôtel de l’Intendance de la généralité de Metz est édifié entre 1738 et 1743 en même temps que l’hôtel des Spectacles, par les architectes Jacques Oger de la ville de Metz et Barthélémy Bourdet de l’intendance militaire. Il est le premier édifice de ce type élevé en France. Les entrepreneurs Pierre Cotte et Pierre Jaunez sont sélectionnés pour réaliser le projet. Les sculpteurs Jean-Baptiste Leprince et Georges Symard travailleront plus tard aux sculptures. L’hôtel, qui a un plan en U, s’organise autour d’une cour centrale. Cette cour d’honneur est fermée par un corps de porche concave. Les bâtiments des anciennes dépendances comportent deux étages. L’ensemble des bâtiments est surmonté d’une toiture pentue en ardoise, percée de lucarnes. Les façades sont en maçonnerie, la pierre de taille relevant les chaînages d’angles et les encadrements des baies. Sobre, la composition de l’édifice est classiquement symétrique.
Sous Napoléon III, Charles Pêtre sculpta les deux aigles qui encadrent le portail et orna le fronton des blasons des quatre principales villes de Moselle de l’époque : Metz, Sarreguemines, Thionville et Briey. Une galerie vitrée à l’étage de droite est construite en 1880 et démolie en 1957.

## Affectations successives
Le bâtiment, en partie ruiné par un incendie en 1803, est reconstruit en 1806 à la demande de Napoléon Ier pour accueillir la préfecture du département de la Moselle, une décision symbolique consacrant la permanence de l’État à travers les régimes successifs. Les anciennes archives de l’hôtel de gouvernement, ecclésiastiques et civiles, celles des directoires du département et du district de Metz y sont transférées ; un premier bâtiment spécifique pour les archives sera construit en 1881.